# 식칼

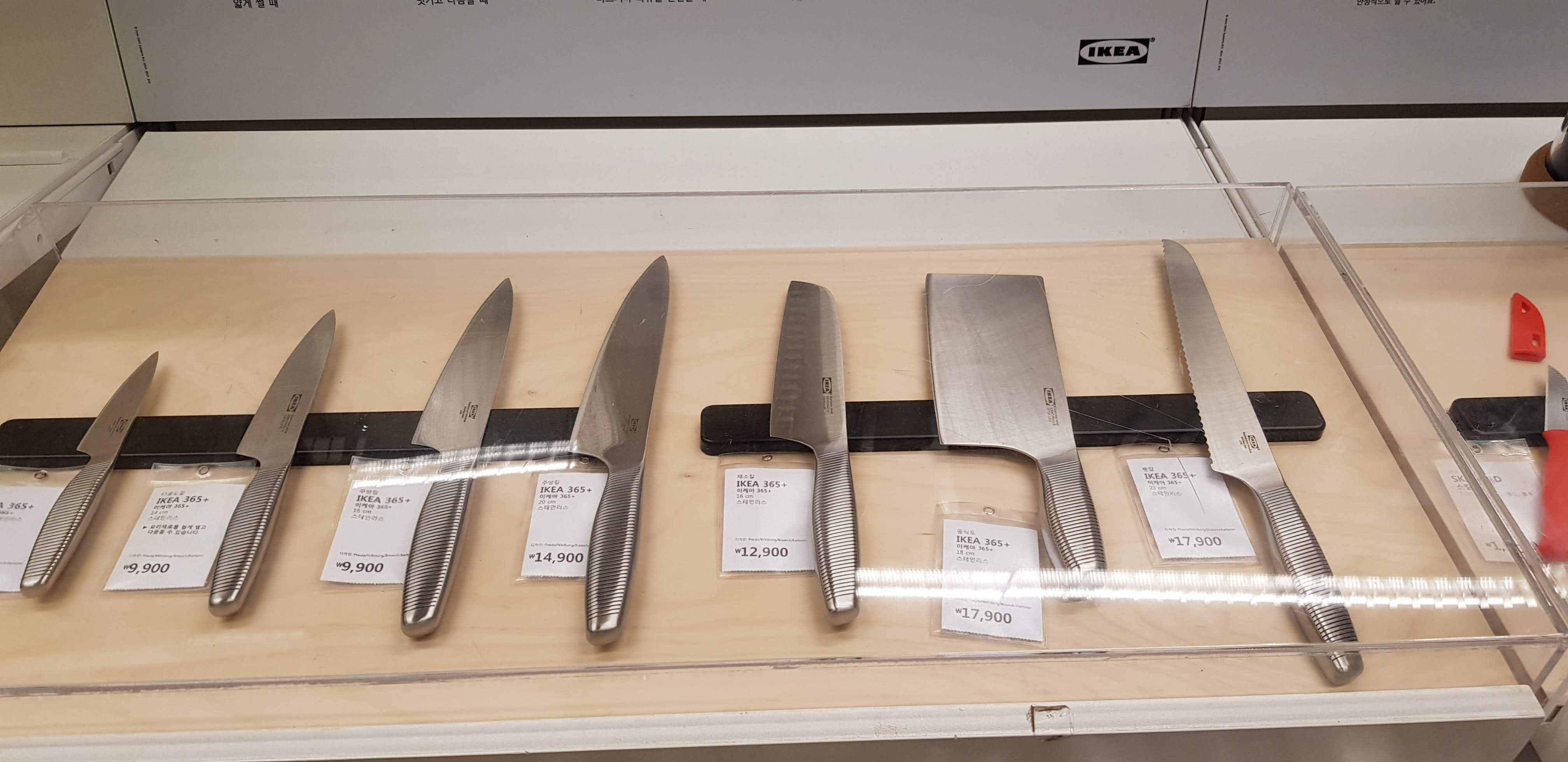
부억에서 사용되는 다양한 칼들

식칼(食-)은 고기나 야채등의 음식 재료를 자르기 위한 도구로 조리용으로서 쓰이는 칼이다.

## 같이 보기
- 탄소강
- 조리 (음식)
- 테이블 나이프
- 도구